# پورنچای تونگبوران
پورنچای تونگبوران (تایلندی: พรชัย ทองบุราณ؛ زادهٔ ۱ ژوئیهٔ ۱۹۷۴) بوکسور اهل تایلند است.